# John Stuart Williams
John Stuart Williams (Mount Sterling, Kentucky, 1818. július 10. – Mount Sterling, 1898. július 17.) az Amerikai Egyesült Államok szenátora (Kentucky, 1879–1885).

## Ifjúsága és pályafutásának korai szakasza
A kentuckybeli Mount Sterling közelében születő gyermek az általános iskola kijárása után az ohiói Oxfordban található Miami Egyetemen diplomázott 1839-ben. Jogot tanult és 1840-ben ügyvédként kezdett dolgozni a kentucky Paris városában. Először a 6. gyalogezred mellett szolgáló önkéntesek századosaként szolgált a Mexikói-amerikai háborúban, majd a kentucky önkéntesekből álló 4. ezred parancsnokaként ezredesi rangig emelkedett. A Cerro Gordói csatában tanúsított bátorságáért a Cerro Gordo Williams becenevet kapta.
1851 és 1853 között a Kentucky állami törvényhozásban volt képviselő. Az államok önrendelkezéshez való jogának prókátoraként szerzett ismertséget. Kezdetben az elszakadást ellenzők táborában állt, de Abraham Lincoln politikájától elszörnyedve a Kentucky szecesszionistákkal tartott és csatlakozott a Amerikai Konföderációs Államok hadseregéhez.